# Bølle-Bob (film fra 1998)
Bølle-Bob er en dansk musicalfilm fra 1998, som er instrueret af Victor Marcussen og baseret på Gunnar Geertsens musical af samme navn.

## Medvirkende
- Anders Sund - Bølle Bob
- Monica Bitsch - Smukke Sally
- Christine Buchart - Lisemette
- Mikkel Christiansen - Kent
- Amalie Dollerup - Sara
- Niels Ellegaard - Blom
- Phillip Faber - Leslie
- Sune Geertsen - Kalle
- Anne Bruun Grønbæk - Gerda
- Paul Hagen - Sjokke
- Lulu Jacobsen - Didde
- Jan Linnebjerg - Iversen
- Henrik Lund - Mads
- Sasia Mølgaard - Smut
- Li Juel Mortensen - Eva
- Birthe Neumann - Fru Basse
- Jannick Olsson - Lasse
- Liv Stevns Petersen - Kitt
- Claus Ryskjær - Kold Kristensen

## Eksterne Henvisninger
- Bølle Bob på Internet Movie Database (engelsk)
- Bølle Bob på Filmdatabasen
- Bølle Bob på danskfilmogtv.dk
- Bølle Bob på The Movie Database (engelsk)